# Битка при Бънкър Хил
Битката при Бънкър Хил е мащабно сражение между английските и американските войски, разиграло се на хълмовете Бънкър Хил и Брийдс Хил, близо до Бостън, на 17 юни 1775 г. по време на Американската война за независимост.

## Предистория
След сраженията при Лексингтън и Конкорд на 19 април 1775 г. американската войска обсажда Бостън, в който е разположена британска войска. Американците нападат по единственият път, свързващ града с континента, а англичаните биват отделени от континента и не могат да поръчат подкрепления.
На 12 юни английското командване разработва план как да провали обсадата на града. Английската войска, ръководена от Уилям Хау и Хенри Клинтън, планира удар по американските позиции на хълмовете Бънкър Хил и Брайдс Хил, част от обширното плато, обграждащо Бостън.
На 15 юни американците разбират за готвещия се удар. В нощта на 16 юни американската войска, наброяваща 1200 души под командването на полковник Уилям Прескот, се наместват на хълмовете и започват строежа на защитни укрепления. Скоро американските позиции биват защитени от високи дървени стени и земни валове. Американците построяват укрепление и на крайбрежието, подготвяйки се за флангов удар на британската войска. Голяма част от американската армия бива съсредоточена на хълма Брайдс Хил, където скоро щяло да се проведе решителното сражение.

## Ход на битката
На 17 юни, към 2 часа през деня, английската войска вече е готова за настъпление. Атаката започва в 3 часа следобед. Силите на англичаните (5-и, 38-и, 43-ти, 47-и и 52-ри пехотен полк, отряд на морската пехота) съставлява около 3000 души. Командирът на британските войски генерал Хау оглавява атаката на леката пехота и гренадирите над левия фланг на американските позиции.
Английската войска се строява в 4 колони и атакува укрепленията на американците. Командирът на американците Уилям Прескот произнася знаменитата си реч пред войниците си:
| „ | Не стреляйте, докато не видите бялото на очите им! | “ |

След като английската войска се приближава до противника, американският войник Джон Симпсън застрелва първия англичанин, което е последвано от ответен мощен залп на англичаните. Започва голяма престрелка. По това време англичаните изпращат малко ефективни неприцелени залпове, докато американските войски се прицелват доста добре буквално сразявайки британските редове. Облечените в яркочервени мундири британски войници биват идеална мишена за американските колонисти. Хоу загубва много войници и отстъпва, принуден да прегрупира войниците си.
Втората атака на британската войска се провежда по целия фронт и също бива неуспешна. В хода на атаката над Бънкър Хил и Брийдс Хил е трудно да се проникне през многото защитници на хълма. В третата, заключителна атака, англичаните задействат резервите и проникват през американската защита. На Брийдс Хил се разгорява ръкопашен бой. Храбро сражаващи се, но зле въоръжени, колонистите скоро биват принудени да отстъпят под ударите на британската войска. В хода на отстъплението загива един от главнокомандващите на американската войска, Джоузеф Уорън. Отстъплението на американците е обезопасено благодарение на действията на полковник Джон Старк, който успява да предотврати атака на британските войски над отстъпващите американски сили.

## Резултати от битката
Въпреки че загубват битката, американците губят много по-малко хора от англичаните, така че английската победа се оказва пирова. Американските колонисти губят около 450 души, докато британската армия губи 1054 души. Освен това, сражението вдига бойния дух на американските колонисти и непосредствено повлиява на по-нататъшния ход на войната.